# Goran Vučević
Goran Vučević (ur. 18 maja 1971 w Splicie) – chorwacki piłkarz występujący na pozycji pomocnika, także trener i działacz piłkarski.
Przygodę z futbolem zaczynał w klubie z rodzinnego miasta, Hajduku Split. W 1992 roku Bijeli triumfowali w pierwszej edycji mistrzostw Chorwacji, a 19-letni Vučević został wybrany najlepszym graczem ligi (otrzymał nagrodę Złotej Koszulki w plebiscycie czasopisma "Sportske novosti"). Znakomita dyspozycja zwróciła na niego uwagę możnych europejskiego futbolu, a utalentowany pomocnik zdecydował się na podpisanie kontraktu ze słynną Barceloną. Z klubem z Camp Nou związany był do 1997 roku. Nigdy nie przebił się na trwałe do pierwszego zespołu, między innymi ze względu na obowiązujące w Primera División regulacje dotyczące obcokrajowców (w meczowym składzie mogło się znaleźć najwyżej trzech). Wystąpił jedynie w dwóch spotkaniach hiszpańskiej ekstraklasy w mistrzowskim sezonie 1992/1993 - musiał uznać wyższość innych zagranicznych graczy: Ronalda Koemana, Richarda Witschge, Christo Stoiczkowa oraz Michaela Laudrupa, a w późniejszych latach także m.in. Romário, Gheorghe Hagiego, Igora Korniejewa, Jordiego Cruyffa, Gheorghe Popescu, Roberta Prosinečkiego czy Meho Kodro. Grał głównie w drugim zespole Blaugrany, był także wypożyczany do Hajduka (1994–1995; sięgnął po swój drugi tytuł mistrza Chorwacji) oraz Méridy (1995–1996). Latem 1997 roku został sprzedany do 1. FC Köln - w niemieckim klubie grał rzadko, nawet po spadku do 2. Bundesligi (zdobył jednego gola w 16 spotkaniach) i dwa lata później został oddany bez żalu do Hajduka Split. Karierę zakończył w 2001 roku, tuż po tym jak sięgnął po swoje kolejne mistrzostwo kraju.
W latach 1992–1993 czterokrotnie przyodziewał koszulkę reprezentacji Chorwacji.
W latach 2005–2008 Vučević był asystentem trenerów Hajduka, a w latach 2008 i 2010–2011 sprawował funkcję pierwszego szkoleniowca tego zespołu. Od 2013 roku jest dyrektorem sportowym klubu ze Stadionu Poljud.